# ديفيد شنايدر
ديفيد شنايدر (بالإنجليزية: David Schneider)‏ هو لاعب هوكي الجليد أمريكي، ولد في 24 أغسطس 1979 في شيكاغو في الولايات المتحدة.

## وصلات خارجية
- ديفيد شنايدر على موقع دوري الهوكي الوطني (الإنجليزية)
- ديفيد شنايدر على موقع EliteProspects.com (الإنجليزية)
- ديفيد شنايدر على موقع HockeyDB.com (الإنجليزية)